# Leptotarsus (Macromastix) angusticosta
Leptotarsus (Macromastix) angusticosta is een tweevleugelige uit de familie langpootmuggen (Tipulidae). De soort komt voor in het Australaziatisch gebied.